# 美国国家海洋和大气管理局
国家海洋和大气管理局（NOAA；又譯国家海洋与气象局、国家海洋大气局）是隶属于美国商务部的科技部门，主要关注地球的大气和海洋变化，提供对灾害天气的预警，提供海图和空图，管理对海洋和沿海资源的利用和保护，研究如何改善对环境的了解和防护。
NOAA在2017年拥有超过11,000名雇员。除了文职人员外，还有一个300人的軍裝队伍，执行为NOAA麾下飞机、船只、车辆的驾驶、科學與管理職位等任务。

## 戰略范围、任务和目标
NOAA的“战略范围”包括为作出社会和经济的决策提供在全球生态系统中，了解大气、海洋和沿岸的作用的详细信息。
NOAA的任务是了解和预测地球环境的变化，维护和管理海洋和沿海资源，以适应国家的经济、社会和环境需要。
NOAA有四个目标，集中在生态系统、气候、气象、水、商业和运输方面：
- 保证资源的可持续利用，从人类和自然双方平衡对沿海和海洋生态系统的利用；
- 了解气候的变化，包括全球气候的变化和厄尔尼诺现象，保证我们可以计划采取适当的对策；
- 提供气象和水循环预报的数据，包括风暴、干旱和洪水的数据；
- 提供气候、气象和生态系统的信息，保证个人和商业运输安全、有效和不能破坏环境。

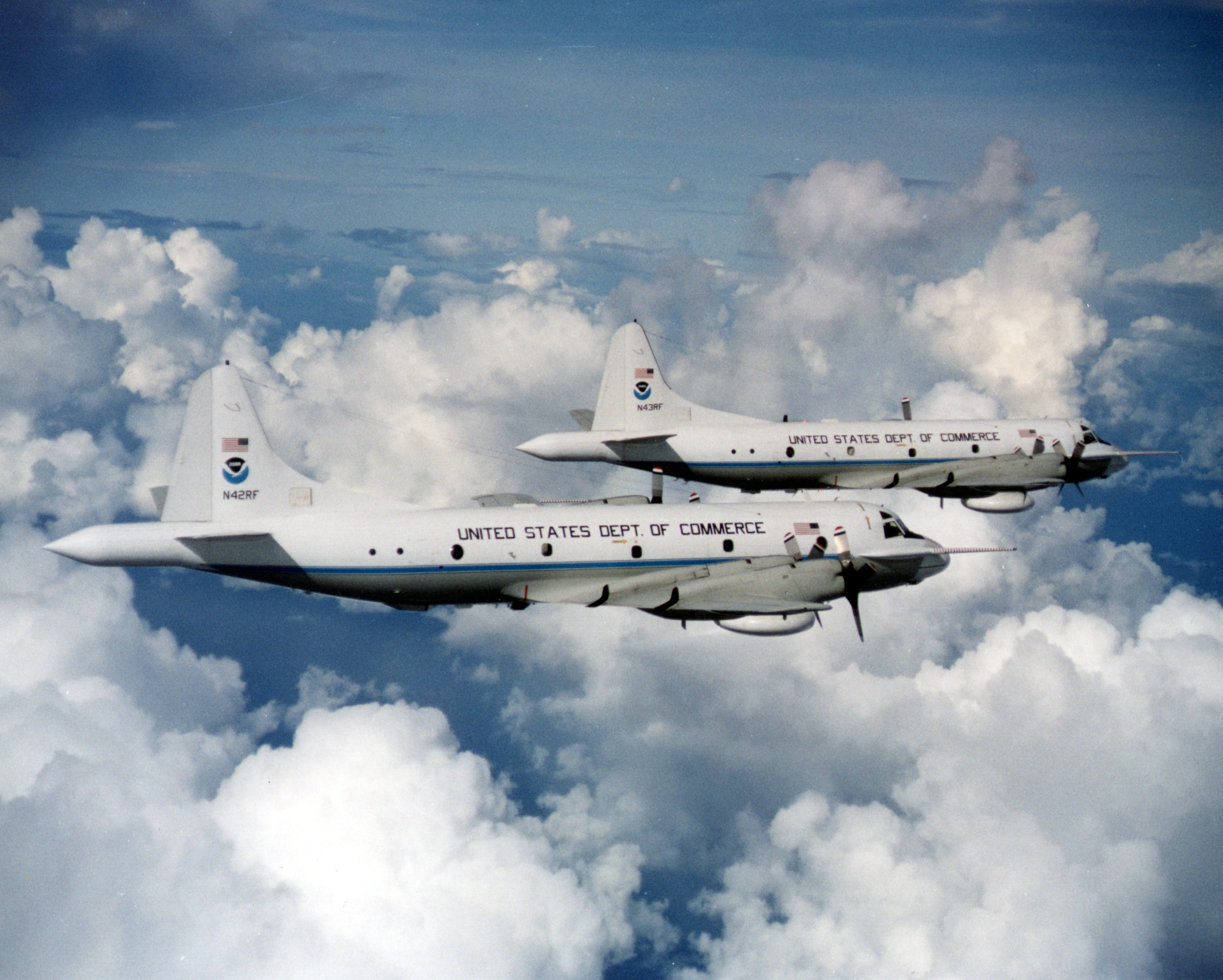
两架负责追踪飓风的NOAA飞机

## 目的和功能
NOAA 在社会中有几项具体作用，其受益者不仅限于美国经济，可以扩张到全球:
- 环境信息的供应者：NOAA为它的顾客和伙伴提供海洋与大气的现状。  这一点NOAA已通过美国国家气象局的天气警报和预告实行, 不仅如此，NOAA 的信息提供已扩展到气候、生态系统和贸易。
- 环境管理服务的提供者：NOAA也是美国沿岸和海洋坏境的服务员。与联邦、州、地方、部落还有国际当局合作，NOAA管理这些环境的使用，调节渔业和海洋保护区，同时也保护着濒危物种。
- 实用科学研究的领导者：NOAA目标为以下四项全球认定的重要领域提供准确客观的科学信息：生态系统、气候、气象和水、还有贸易和运输。

了解我们面对的挑战对于制定适当的解决方案非常重要，NOAA进行了首尾相连的活动，从科学发现到决定性的环境服务与产品。五个“基本活动”包括：
- 使用器械和数据收集系统监督观察地球系统。
- 通过调查分析数据理解并描述地球系统。
- 评定预测这些系统经过时间后的变化。
- 向公众与伙伴组织参与、提议和通知重要信息。
- 为更好的社会、经济和环境管理自然资源。

## 历史和组织机构
NOAA是于1970年10月3日由尼克松总统建议，将原有的三个政府部门“美国海岸测量局”（1807年成立）、“气象局”（1870年成立）和“渔业管理局”（1871年成立）收編成立的，划归美国商务部管辖。
NOAA下辖6个部门：
- 美国国家气象局（National Weather Service；NWS）
- 美国国家海洋局（National Ocean Service；NOS）
- 美国国家海洋渔业局（National Marine Fisheries Service；NMFS）
- 國家環境衛星、數據和資訊服務處（National Environmental Satellite, Data and Information Service；NESDIS）
- 海洋及大氣研究中心（Office of Oceanic and Atmospheric Research；OAR）
- 规划、计划和综合處（Office of Program Planning and Integration；PPI）

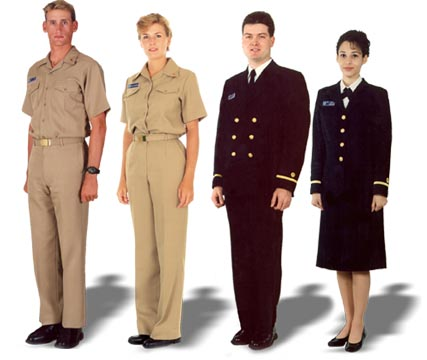
軍官队制服

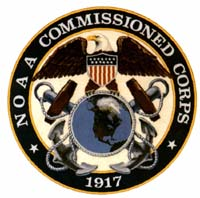
NOAA軍官團徽章

- 美國國家海洋暨大氣總署軍官團（National Oceanic and Atmospheric Administration Commissioned Officer Corps, NOAA Corps），此單位與美國陸軍、海軍、空軍、陸戰隊、太空軍、海防隊、美國公共衛生隊（United States Public Health Service Commissioned Corps）一樣必須穿軍服，是美國政府裡八個必須穿軍服的單位，單位指揮官等同海軍二星少將。美國公衛部隊如同國家海洋暨大氣總署軍官隊，並沒有戰鬥任務，指揮官為Surgeon General，等同海軍三星中將，若有兼任美國衛生部助理部長則升為四星上將，但兼任助理部長的Surgeon General若從Surgeon General卸任前就未兼任助理部長，會再降級為三星中將。過去在美國的香煙廣告中必須註明Surgeon General勸戒大家別吸菸。 這兩個單位制服皆為海軍制服，但只編制軍官，無准尉或士官兵。

## 外部連結
- 官方网站
  - NOAA 历史
  - NOAA 海洋工作
  - NOAA 大气工作
  - 大气资源实验室 (ARL) （页面存档备份，存于）